# Trafikant

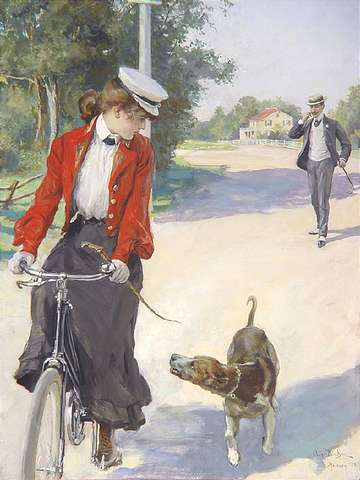
Målning av Oscar Bluhm.

En trafikant är en person som vistas på en väg. Med trafikant räknas inte enbart de som färdas i till exempel bil utan samtliga som finns på väg. Detta gäller alltså även fotgängare och cyklister. Så länge någon vistas på en väg räknas denna som trafikant. SL kallar alla som åker med tunnelbana för trafikanter.
På finlandssvenska är en trafikant en företagare i transportbranschen.